# Los herederos (película mexicana)
Los herederos es un documental del director, fotógrafo y editor mexicano Eugenio Polgovsky que retrata la vida de los niños trabajadores y campesinos de diversas zonas rurales de México. Producida por Tecolote Films durante tres años en ocho zonas agrícolas y montañosas de México con el apoyo del Fondo Hubert Bals del Festival Internacional de Cine de Róterdam (Países Bajos). Se estrenó a nivel mundial en la 65.ᵃ Mostra de Venecia 2008 y Selección Oficial del Festival de Cine de Berlín - Generation, siendo la primera vez que un documental fue invitado en su historia.
La directora de la sección Generation del Festival de Cine de Berlín, Maryanne Redpath expresó en un comunicado sobre Los herederos:

No podemos ignorar material documental de un impacto tan inmenso. Estamos ávidos de participar en los polémicos debates que este trabajo provocará a lo largo de las generaciones.

Los herederos ha sido ampliamente reconocido por la crítica nacional e internacional y causó un fructífero debate nacional en México y Francia sobre el trabajo infantil. Su exhibición en salas de cine obtuvo un récord histórico de asistencia en el promedio de cantidad de espectadores por número de copias en 35mm para un documental mexicano. Fue reconocido con dos premios Ariel por Mejor documental y Mejor edición y obtuvo seis nominaciones, así como también fue ganador del Gran Premio Coral del Festival Internacional de Cine de La Habana, Cuba en 2008, entre otros.